# Preuilly (Cher)
Preuilly település Franciaországban, Cher megyében. Lakosainak száma 473 fő (2022. január 1.). Preuilly Cerbois, Limeux, Plou, Quincy és Sainte-Thorette községekkel határos.

## Népesség
A település népességének változása:
| Lakosok száma | 301  | 342  | 368  | 467  | 446  | 446  | 441  | 422  | 439  | 473  |
|               | 1968 | 1982 | 1990 | 2006 | 2013 | 2015 | 2017 | 2019 | 2020 | 2022 |